# الحرس السلوفيني الرئيسي
الحرس السلوفيني الرئيسي (بالسلوفينية: Slovensko domobranstvo)‏ SD ؛ (بالألمانية: Slowenische Landeswehr)‏  كانت منظمة عسكرية سلوفينية مناهضة للحزبية  كانت ناشطة خلال الاحتلال الألماني لمقاطعة ليوبليانا التي كانت تحت الاحتلال الإيطالي سابقًا.  كانت تتألف من قرية Village Sentries،  جزء من الميليشيات التطوعية المناهضة للشيوعية برعاية إيطالية، أعيد تنظيمها تحت قيادة النازية بعد الهدنة الإيطالية. 
كان مرتبطًا ارتباطًا وثيقًا بالأحزاب والمنظمات السياسية السلوفينية اليمينية المناهضة للشيوعية، والتي قدمت معظم الأعضاء، بمساعدة الألمان بدلاً من العكس.  [بحاجة لرقم الصفحة] تم تشكيل جميع وحدات المنظمة الثلاث على وجه الحصر تقريبا من السلوفينيين العرقيين. في ذروتها، كان لديها حوالي 21000 رجل، منهم 15000 في مقاطعة ليوبليانا، و3500 في جوليان مارس و2500 في كارنيولا العليا. [بحاجة لمصدر]

## خلفية

### تبدأ المقاومة
بعد فترة وجيزة من الضم ، ظهرت عدة مجموعات مقاومة، ولكن جبهة التحرير التي قادها الشيوعيون هي التي شاركت فقط في عمليات تخريب ومقاومة نشطة. تألفت OF من ثمانية عشر مجموعة متميزة، بما في ذلك الحزب الشيوعي في سلوفينيا، وعدد كبير من أعضاء الحزب الاشتراكي المسيحي، والعديد من المثقفين التقدميين، وبعض ضباط الجيش اليوغوسلافي السابقين السابقين، وحتى بعض الأعضاء من حزب الشعب السلوفيني بقوة الكاثوليكية. تباينت هذه الهيئات في الأصل والأيديولوجية والقوة، لكنها كانت متحدة في سياسة المقاومة المسلحة الفورية لقوات الاحتلال. 

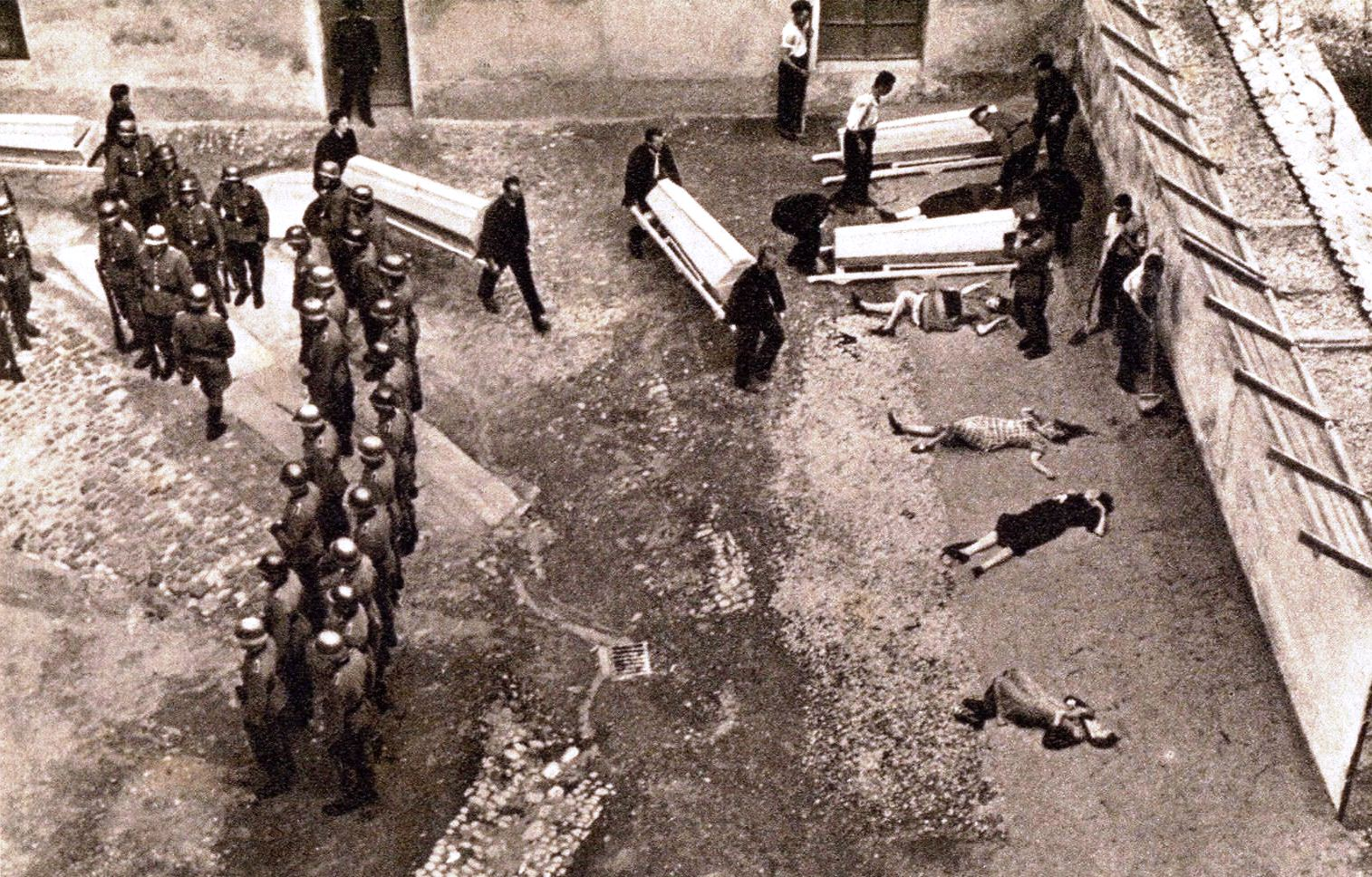
القوات الألمانية في 21 يوليو 1941، نفذت بعض الرهائن السلوفينية الـ 374 الذين أعدموا في سيلجي، من بينهم 49 امرأة (ضابط ألماني يقتل امرأة بعيار ناري في الرأس)